# Caio Duilio (nave da battaglia 1876)
La Caio Duilio fu una corazzata  della Regia Marina che insieme all'Enrico Dandolo faceva parte della classe Caio Duilio, e prestò servizio dal 1880 al 1909. Con i suoi 4 cannoni da 450 mm in due torri binate e la velocità di 15 nodi, al momento della sua apparizione fu, per le caratteristiche di velocità, protezione ed armamento, unanimemente riconosciuta come la corazzata più potente in servizio.

## Costruzione
La nave venne costruita su progetto di Benedetto Brin, direttore del Genio Navale, venne realizzata nel Cantiere navale di Castellammare di Stabia dove il suo scafo venne impostato il 24 aprile 1873. La nave, varata l'8 maggio 1876, venne completata il 6 gennaio 1880.

## Reazioni
Il fatto che l'Italia, stato appena affacciatosi alla ribalta della politica internazionale, avesse deciso di costruire navi così potenzialmente pericolose per le potenze marittime europee non passò certo inosservato. All'estero le reazioni andarono dalla preoccupazione dei francesi, all'ammirazione degli americani, fino all'imbarazzato fastidio degli inglesi.
Per quanto riguarda la Francia, la corazzata Caio Duilio con la gemella Enrico Dandolo costituivano da sole una formazione navale in grado di tenere in scacco l'intera flotta francese del Mediterraneo. Nessuna delle corazzate transalpine avrebbe potuto resistere ad una bordata delle due navi, né inseguirle se queste avessero deciso di rompere il contatto, e viste le non certo idilliache relazione italo-francesi dell'epoca, la cosa non era da sottovalutare. Un rapporto della camera dei deputati francese sui problemi della marina riconosceva che la Caio Duilio era "... la più potente nave da guerra che l'arte navale abbia mai espresso...".

## Servizio
La corazzata Caio Duilio non ebbe mai occasione di misurarsi in battaglia. Erano gli anni della Belle époque e tra le potenze europee si viveva il lungo periodo di pace sotto il quale montavano le tensioni che sarebbero esplose solo nel 1914.
Il 6 marzo 1880, poco dopo l'entrata in servizio, uno dei cannoni principali venne caricato due volte per errore, cosa possibile dato il laborioso ed incerto metodo di caricamento dalla bocca, provocando lo scoppio della canna.
Il servizio della corazzata si svolse interamente nel Mediterraneo dove compì anche crociere di visita ai paesi rivieraschi e talvolta venne inviata nel Mediterraneo Orientale quando occasioni di tensione o di difesa degli interessi nazionali lo richiedevano. A parte l'indubbio potere dissuasivo nei confronti della Francia, praticamente la Caio Duilio non ebbe uno sfruttamento politico della sua poderosa presenza sui mari e, date le condizioni politico-economiche dell'Italia dell'epoca che non poteva, o non sapeva, sviluppare una pur vagheggiata politica estera di potenza, proprio in quegli anni il governo italiano rifiutò l'invito inglese di partecipare all'occupazione del Canale di Suez, non spostò di fatto l'equilibrio navale nel Mediterraneo.
Al contrario della Enrico Dandolo, rimodernata nel 1894, la Caio Duilio non fu rimodernata e quando venne ritirata dal servizio, nel 1900, passò a compiti di nave scuola timonieri e mozzi, successivamente fu utilizzata come batteria di difesa costiera. La nave, posta in disarmo il 20 ottobre 1906, fu radiata il 27 giugno 1909 e demolita nello stesso anno.

## Nome
La nave è stata la prima unità della Marina Italiana intitolata al console romano Gaio Duilio, ammiraglio ed eroe della prima guerra punica.

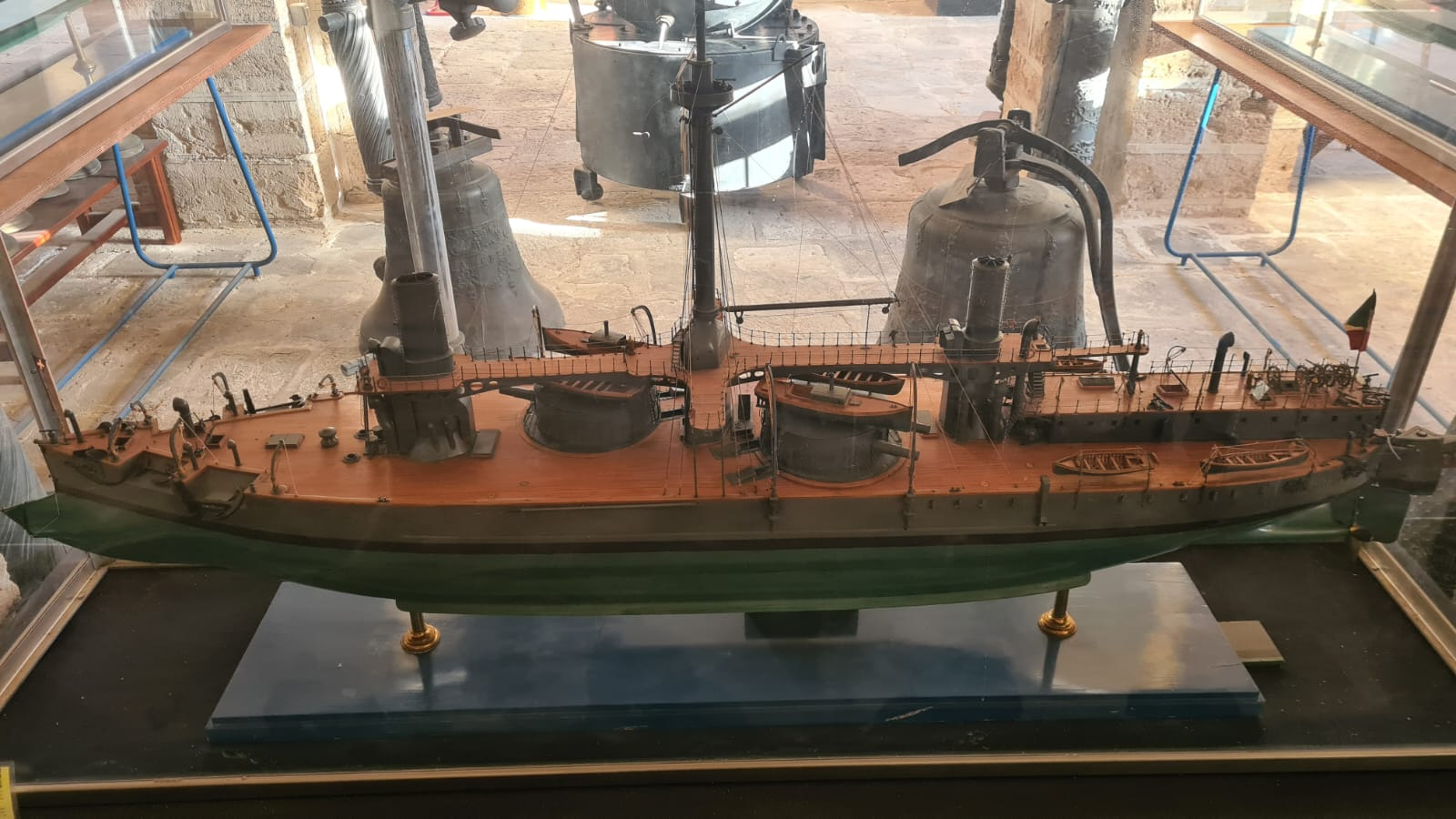
Il modello di Nave Duilio conservato presso la Mostra storica arsenale

Successivamente il nome Caio Duilio verrà dato ad una nave da battaglia varata nel 1913 che dopo aver preso parte al primo conflitto mondiale sarebbe stata ricostruita tra il 1937 e il 1940, partecipando in questa configurazione al secondo conflitto mondiale per entrare a far parte al termine del conflitto della Marina Militare, venendo impiegata come nave ammiraglia ed andando in disarmo nel 1956.
Il nome Caio Duilio verrà poi dato ad un incrociatore lanciamissili/portaelicotteri entrato in servizio negli anni sessanta ed andato in disarmo nel 1990 dopo essere stato utilizzato nell'ultimo decennio come nave scuola per gli allievi dell'Accademia Navale di Livorno.
Il nome Caio Duilio è attualmente portato da un Cacciatorpediniere lanciamissili varato a Riva Trigoso il 23 ottobre 2007 ed entrata in servizio il 22 settembre 2011.  È la prima nave con questo nome a non essere stata costruita a Castellammare di Stabia.